# Davron
Davron település Franciaországban, Yvelines megyében. Lakosainak száma 282 fő (2022. január 1.). Davron Chavenay, Crespières, Feucherolles és Thiverval-Grignon községekkel határos.

## Népesség
A település népességének változása:
| Lakosok száma | 317  | 311  | 329  | 304  | 299  | 293  | 286  | 282  | 282  |
|               | 2013 | 2015 | 2016 | 2017 | 2018 | 2019 | 2020 | 2021 | 2022 |